# Way Sindi
Way Sindi is een bestuurslaag in het regentschap Lampung Barat van de provincie Lampung, Indonesië. Way Sindi telt 2994 inwoners (volkstelling 2010).